# Tabsur
Tabsur (تبصر), appelé aussi Khirbat 'Azzun (خربة عزون), était un village palestinien à 19 km au sud-ouest de Tulkarem.
Ce village fait partie des centaines de villages arabes détruits et dépeuplés durant l'exode palestinien de 1948 par les milices sionistes.

## Géographie
Les terres du village se trouvent à une altitude moyenne de 50 mètres, et le village est à 19 km à l’ouest de Tulkarem. Le terrain est une plaine ondulée ; une route secondaire reliait le village à Qalqiya, à 8 km à l’est. Le village avait une forme rectangulaire, certaines maisons étant en terre et d’autres en ciment.
Les terres du Tabsur étaient sous le régime de la musha : elles appartenaient collectivement aux hommes adultes de la collectivité d’Azzun, à laquelle Khirbet Azzun restait liée administrativement ; et ces hommes ne pouvaient léguer ces terres. En 1944, sur les 5328 dounams de terres du village, 2348 appartenaient à Azzun, 2807 à des Juifs, et 173 étaient des terres publiques.

## Histoire
Des découvertes archéologiques ont été faites sur le site de Tabsur, dont des fondations, un puits, des fragments de sol en mosaïque, des tombes.
Dans les années 1860, les Ottomans ont fourni des terres agricoles à 'Azzun, dans les anciennes limites de la forêt d’Al-Ghaba (actuellement Arsur), dans la plaine côtière, à l’ouest du village,. Les 'Azzuni ont alors repeuplé le site ancien de Tabsur. Le village est d’abord baptisé en référence au village d’origine des pionniers, Khirbet 'Azzun. Les terres du village vont alors au nord jusqu’à celles de Miska, al-Tira le marais du Wadi Falik) ; au sud, les limites sont partagées avec la tribu Abu Kishk et le Yarkon (ʿAuja) ; à l’ouest, les terres vont jusqu’à la ghaba des Kafr ʿAbbush (Ghabat al-ʿAbabsha) et Sidna ʿAli ; à l’est, Kafr Saba’.
Dans les années 1870, Tabsur est un hameau moyen avec un puits au nord.

### Mandat britannique
Selon Ayalon et Marom, « Les tranchées du front de la Première Guerre mondiale ont laissé des blessures ouvertes dans le sol de la plaine, détruisant et dépeuplant temporairement Khirbat ʿAzzun, Kfar Sava et d’autres villages voisins ».
Dans le recensement de 1922, le village avait 709 habitants, dont 700 musulmans et 9 chrétiens (tous orthodoxes) ; à celui de 1931, la population était passée à 994 personnes, dont 980 musulmans et 14 chrétiens.
En mai 1921, dans le mouvement de résistance à la colonisation sioniste, les habitants d’Azzun, Qalqiyia et Abou Kishk attaquent Kfar Sava, Hadera et Petah Tikva ; Kfar Sava est détruite, et n’est reconstruite que l’année suivante.
En 1922, les habitants d’Azzun (et pas ceux de Tabsur) vendent 5500 dounams de terres aux Juifs américains de l’Achuza, une association sioniste qui crée la colonie de Ra'anana, fortement soutenue financièrement par la métropole. Les colons de Ra'anana achètent encore de nouvelles terres dans les années 1920 et 1930, portant leurs propriétés à 9200 dounams en 1936. En 1931, le village avait une école primaire pour les garçons.
Dans les années 1940, Khirbat ʿAzzun avait 300 habitants et était un village plutôt peu développé, même s’il profitait de l’introduction de nouvelles méthodes de culture par sa proximité avec Ra'anana. Dans les années 1940, il possède une mosquée, une école, deux chambres d’hôtes, une épicerie, un puits mécanisé. Mais la coopération avec Ra'anana se doublait de méfiance et de querelles régulières. Malgré l’idéal du "travail juif", la moshava emploie de nombreux habitants de Tabsur pour les travaux agricoles. Elle fournit également un débouché à certains produits agricoles et une source d’autres produits agricoles et de biens manufacturés. Cependant, malgré la coexistence somme toute vivable, la grande révolte arabe bouscule cet état de fait : les habitants de Tabsur arrachent des arbres de la moshava, conduisent des attaques à main armée et brûlent le local de conditionnement, révélant que le contexte national devient prépondérant dans le comportement local ; si dans les annnées 1920, les troupeaux qui divagaient dans les cultures juives étaient occasionnels, dans les années 1940, ce mode de pâture devient la norme.

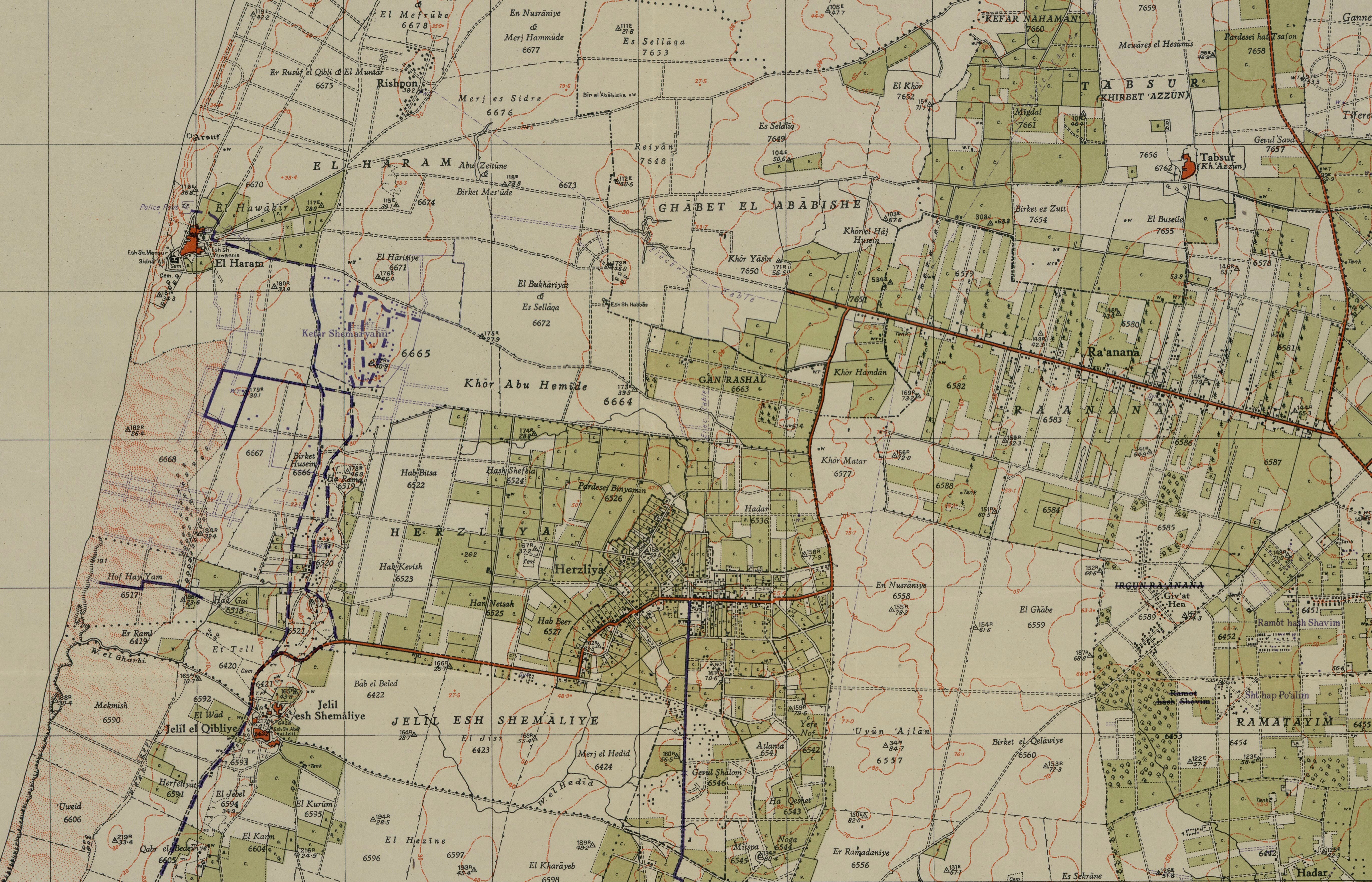
Carte de Tabsur en 1942 au 1:20,000.

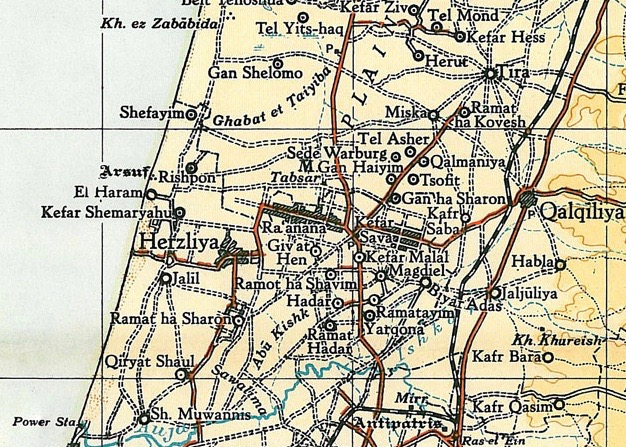
Carte de Tabsur en 1945 au 1:250,000.

### Guerre de 1948 et période israélienne

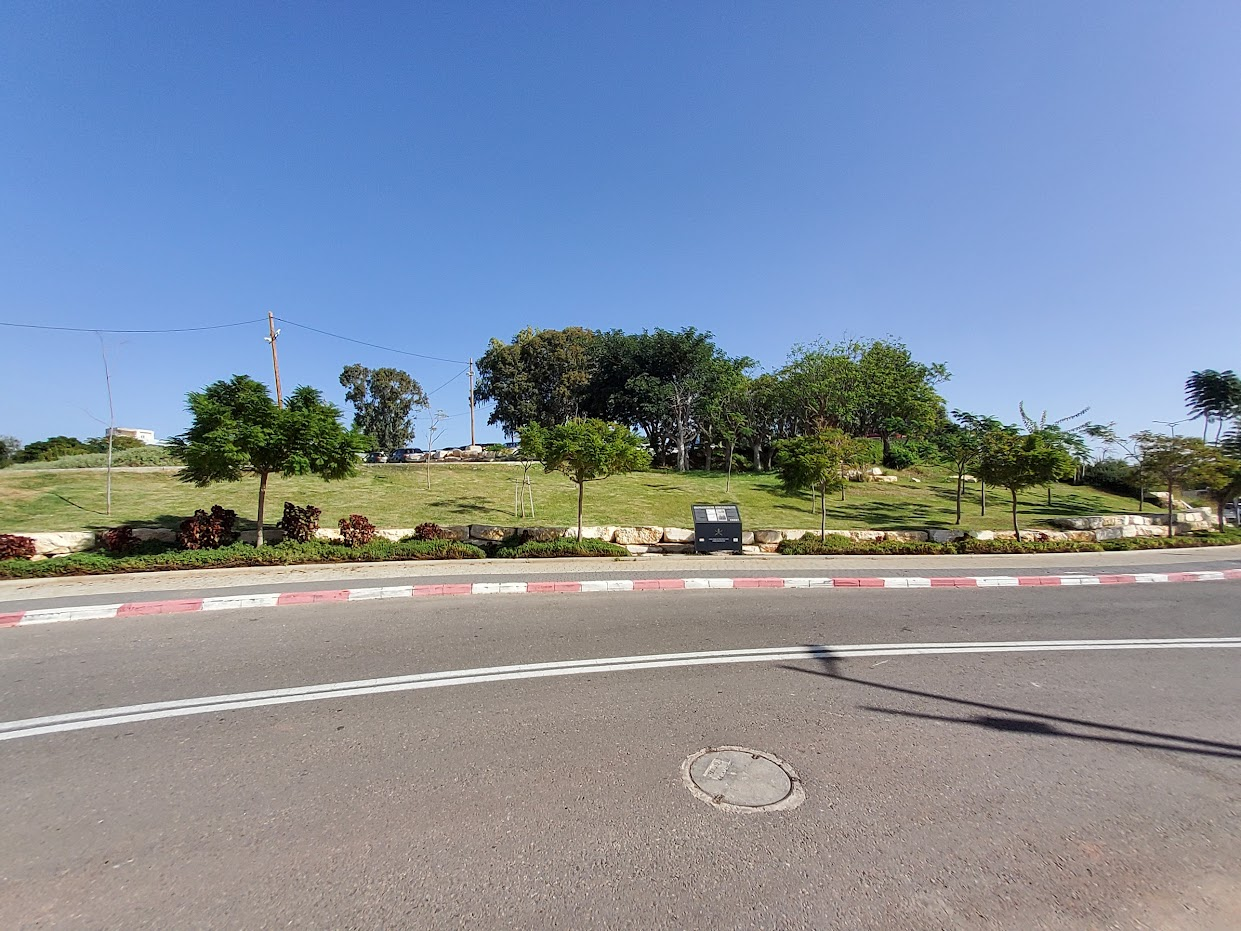
Mémorial de Tabsur (Tavsor en hébreu moderne), construit avec l’argent des maisons arabes spoliées.

La partition et la guerre s’annonçant, la situation de Tabsur s’avère précaire : le village est entièrement entouré d’implantations juives. Le conseil national arabe de Tulkarem autorise l’évacuation des femmes et des enfants, dès décembre 1947 ; fin novembre, le Lehi avait massacré la famille Shubaki car il croyait qu’elle les avait dénoncé à la police britannique (le raid de la police leur ayant fait 5 morts). De nombreuses attaques par les milices sionistes dans la région avait aussi fait monter la tension. Le transfert s’accroit, et en février presque toutes les familles ont quitté le village avec une grande partie de leurs possessions. Seuls restent quelques hommes pour garder le village. Le renseignement israélien soumet un rapport sur la possibilité de les « exterminer » (mehusalim). Le 16 avril, les derniers habitants sont partis, leurs biens étant confiés à l’institution qui deviendra l’administrateur de la propriété des absents.
Quand les derniers habitants de Tabsur partent, ils confient leurs clés aux Juifs de Ra'anana, afin qu’ils les gardent jusqu’à leur retour. Assez rapidement, les biens sont vendus et le produit des ventes déposé sur un compte prévu pour les indemniser ; l’argent a fini par financer la construction de Beit ha-Magen, un mémorial monumental aux habitants de la moshava morts au combat.
La Haganah ordonne aux Arabes de Tabsur de quitter le village le 3 avril, conformément à son plan de vider les villages arabes de la plaine côtière : cette semaine-là, elle vide 5 villages. Les derniers villageois partent le 16 avril 1948.
Ra'anana récupère les terres de Tabsur, qu’elle renomme Ne'ot Sadeh (en hébreu : champs rustiques) et où des immigrants juifs européens s’installent. À partir des années 1960, les bâtiments du village sont progressivement détruits : la mosquée (remplacée par une synagogue), le cimetière (devenu un parking), etc. ; des maisons servent de commerce ou d’entrepôt. Les plantations d’arbres fruitiers ont totalement recouvert le village. Batzra, fondée en 1946 sur les terres du village, se trouve au nord.
La plupart des réfugiés de Tabsur se sont réfugiés à Azzun.
En 1998, le nombre de réfugiés descendant des habitants de Tabsur est estimé à 2406.